# Dugi Do
Dugi Do (en serbe cyrillique: Дуги До) est un village du sud du Monténégro, dans la municipalité de Cetinje.

## Démographie

### Évolution historique de la population[1]
| 1948 | 1953 | 1961 | 1971 | 1981 | 1991 | 2003 |
| ---- | ---- | ---- | ---- | ---- | ---- | ---- |
| 105  | 86   | 75   | 44   | 30   | 25   | 15   |